# Giano

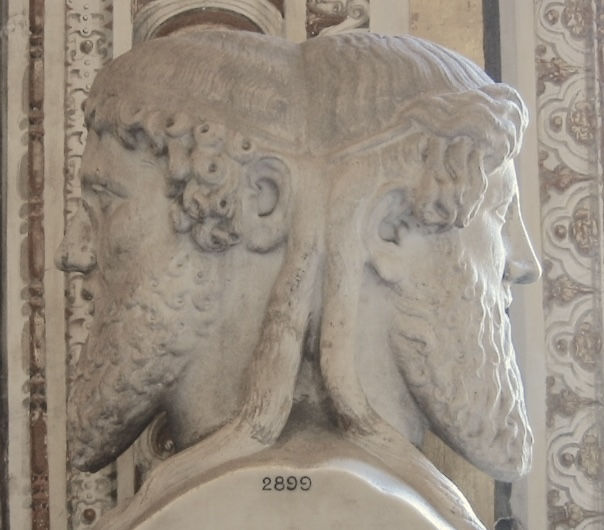
Busto di Giano conservato presso i Musei Vaticani

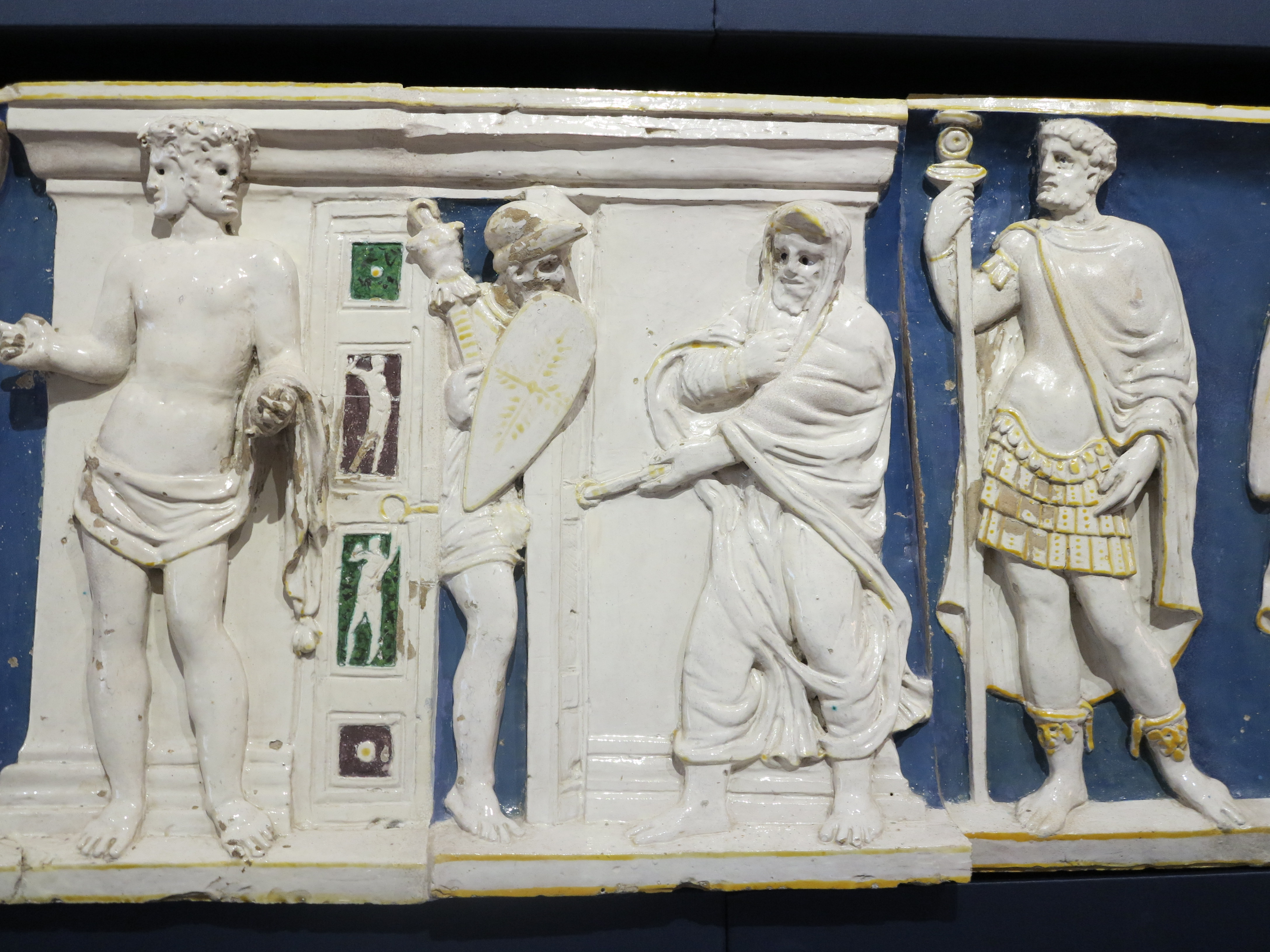
Marte che esce dal tempio sorvegliato da Giano bifronte. Villa medicea di Poggio a Caiano

Giano (latino: Ianus) è il dio degli inizi, materiali e immateriali, ed è una delle divinità più antiche e più importanti della religione romana, latina e italica. Solitamente è raffigurato con due volti (Giano Bifronte), poiché il dio può guardare il futuro e il passato. Nel caso del Giano quadrifronte, le quattro facce sono rivolte ai quattro punti cardinali.

## Caratteristiche della divinità

### Etimologia

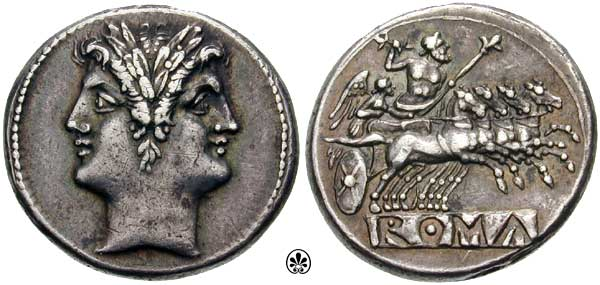
Quadrigato romano recante l'effigie di Giano. Circa 220 a.C.

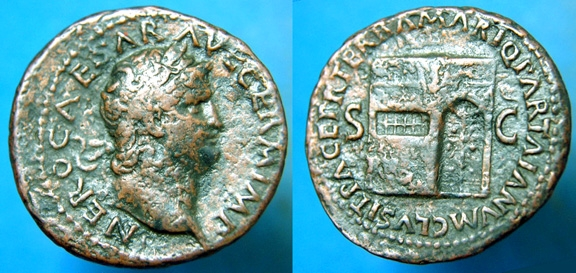
Il tempio di Giano nella moneta del 66, con le porte chiuse.

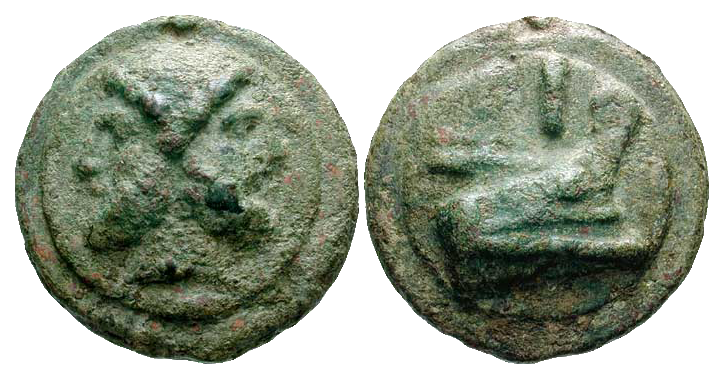
Asse con l'effigie di Giano e la prora di una nave. Circa 240-225 a.C.

Già gli antichi mettevano il nome del dio in relazione al movimento: Macrobio e Cicerone lo facevano derivare dal verbo ire "andare", perché secondo Macrobio il mondo va sempre, muovendosi in cerchio e partendo da sé stesso a sé stesso ritorna. Gli studiosi moderni hanno confermato questa relazione stabilendo una derivazione dal termine ianua, "porta", ma è con Georges Dumézil che il senso si precisa: il nome Ianus deriverebbe dalla radice indoeuropea *ei-, ampliata in *y-aa- con il significato di "passaggio" che, attraverso una forma *yaa-tu, ha prodotto anche l'irlandese ath, "guado". In passato non sono mancate tuttavia ipotesi alternative, come quella che voleva il nome derivato da una più antica forma *Dianus, da mettere in relazione con la dea Diana e quindi derivato anch'esso dalla stessa radice del termine latino dies, "giorno".
Dumezil nota anche l'appellativo di 'mattutino' con cui Orazio si rivolge al dio in modo semiserio (Serm. 2, 6, 20-25). Tale appellativo tuttavia deporrebbe indifferentemente a favore di entrambe le ipotesi etimologiche esposte.
Il suo nome in greco è Ἰανός (Ianós).

### Origini
La figura del dio Giano è prettamente romana e la sua origine non si può far risalire alla mitologia greca. Nella mitologia etrusca la divinità più prossima a Ianus è Culsans, dio delle porte e dei passaggi, anch'esso bifronte, con un nome simile (ianua significa porta in latino, come culs in etrusco) e legato al concetto di passato e futuro, ma con caratteristiche non del tutto sovrapponibili. 
Essendo pochissime le informazioni in nostro possesso sui culti dell'Italia preromana non possiamo far risalire con certezza Giano a qualche divinità italica.

### Epiteti
Come tutte le divinità romane, Giano era chiamato con diversi epiteti, che testimoniano la sua particolare rilevanza all'interno del pantheon:
- Divum Deus (Dio degli Dei)
- Divum Claviger (Clavigero degli Dei)
- Divum Pater (Padre degli Dei)

Pater è forse l'epiteto più frequente di Giano. Sebbene numerosi dei condividano questo epiteto cultuale, sembra che i Romani ritenessero che fosse tipicamente pertinente a Giano. Quando viene invocato insieme ad altri dei, di solito solo lui è chiamato pater. Per Ianus il titolo non è solo un termine di rispetto; segna principalmente il suo ruolo primordiale. È il primo degli dei e quindi il loro padre.
- Ianus Bifrons (Giano bifronte, doppia faccia)
- Ianus Cerus (Giano creatore)
- Ianus Consivius (Giano procreatore)
- Ianus Pater (Giano padre)
- Pater matutinae (Padre del mattino)
- Ianus Vicilinus (Giano Vigilante)
- Patulcius e Clusius

Patulcius e Clusivius o Clusius sono epiteti legati a una qualità e funzione intrinseca delle porte, quella di stare aperte o chiuse. Giano come Guardiano ha giurisdizione su ogni tipo di porta e di passaggio e il potere di aprirli o chiuderli.

### Natura del dio
Giano è una divinità esclusivamente romano-italica, la più antica tra gli dei nazionali, i Di indigetes, invocata spesso insieme a Iuppiter. Fu, insieme a Quirino, l'unico dio romano a non essere assimilato a divinità ellenistiche.
Il suo culto è probabilmente antichissimo e risale a un'epoca arcaica, in cui i culti dei popoli italici erano in gran parte ancora legati ai cicli naturali della raccolta e della semina, poi con il passare del tempo il suo mito divenne sempre più complesso. È stato sottolineato da più autori, fin dal secolo XIX (vedi Il ramo d'oro), come Giano fosse probabilmente la divinità principale del pantheon romano in epoca arcaica e anche Sant'Agostino nel suo De Civitate Dei (VII, 9) ricorda che “ad Ianum pertinent initia factorum” e come perciò al Dio competa "omnium initiorum potestatem". In particolare rimarrebbe traccia di questo fatto nell'appellativo Ianus Pater che permase anche in epoca classica.
Nei frammenti superstiti del Carmen Saliare Giano è salutato con particolare enfasi come padre e dio degli dei stessi:
(fragmentum 1)
Tale dato è confermato dal fatto che per i Romani Giano non era figlio di alcun'altra divinità (ad esempio Giove è figlio di Saturno), ma, proprio per la sua qualità di pater divorum, egli era sempre stato, immanente, fin dall'origine di ogni cosa. Così è che Giano, come lo stesso ci racconta per bocca di Ovidio ne i Fasti (I, 103 e s.s.), era presente allorché i quattro elementi si separarono tra di loro dando forma a ogni cosa.
A tal proposito Varrone riporta nel carmen anche l'epiteto di Cerus cioè "creatore", perché come iniziatore del mondo Giano è il creatore per eccellenza. Il console e augure Marco Valerio Messalla Rufo scrive nel libro sugli Auspici che Giano è colui che plasma e governa ogni cosa e unì, circondandole con il cielo, l'essenza dell'acqua e della terra, pesante e tendente a scendere in basso, e quella del fuoco e dell'aria, leggera e tendente a sfuggire verso l'alto, e che fu l'immane forza del cielo a tenere legate le due forze contrastanti. Settimio Sereno lo chiama "principio degli dèi e acuto seminatore di cose".
Giano presiede infatti a tutti gli inizi e i passaggi e le soglie, materiali e immateriali, come le soglie delle case, le porte, i passaggi coperti e quelli sovrastati da un arco, ma anche l'inizio di una nuova impresa, della vita umana, della vita economica, del tempo storico e di quello mitico, della religione, degli dèi stessi, del mondo, dell'umanità (viene infatti chiamato Consivio, cioè propagatore del genere umano, che viene seminato per opera sua), della civiltà, delle istituzioni.
Nella sua riforma del calendario romano, Numa Pompilio dedicò a Giano il primo mese successivo al solstizio d'inverno, gennaio, che con la riforma giuliana del 46 a.C. passò a essere il primo dell'anno.
Una delle caratteristiche più singolari di Giano sta nella sua rappresentazione come di un dio bicefalo, da cui l'appellativo di Giano bifronte. Questa particolarità era connessa all'area di influenza divina che Giano assunse in maniera specifica in epoca classica, dopo l'ascesa degli dei romani "canonici": Giano era preposto alle porte (ianuae), ai passaggi (iani) e ai ponti: ne custodiva l'entrata e l'uscita e portava in mano, come i portinai, gli ianitores, una chiave e un bastone, mentre le due facce vegliavano nelle due direzioni, a custodire entrata e uscita.
Anche in quest'epoca, comunque, Giano continuò a rappresentare il custode di ogni forma di passaggio e mutamento, protettore di tutto ciò che riguardava un inizio e una fine.

### Miti

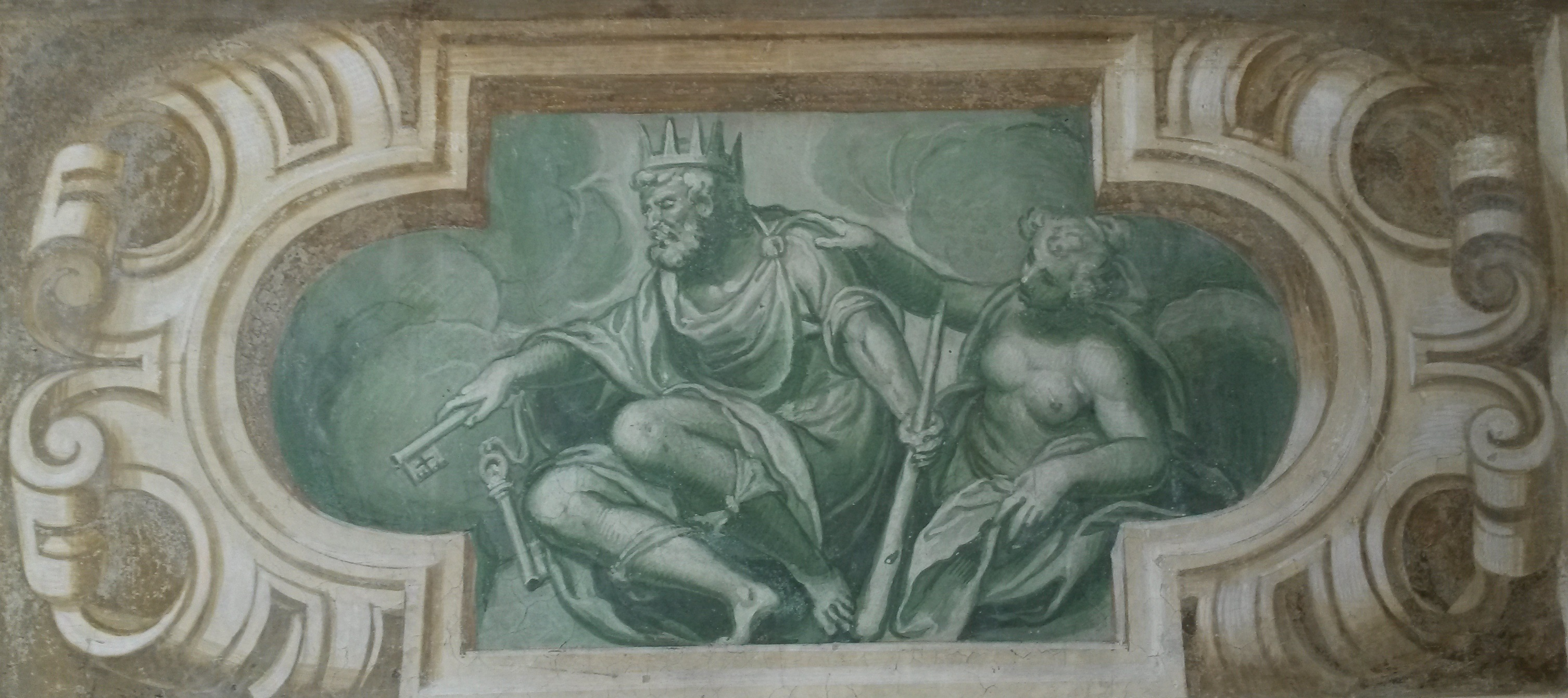
Paolo Farinati, Giano bifronte con una ninfa, 1590 circa, affresco, Villa Nichesola-Conforti, Ponton di Sant'Ambrogio di Valpolicella (Verona)

Nel mito Giano avrebbe regnato come primo Re del Latium, fondando una città sul monte Gianicolo e donando la civiltà agli Aborigeni, suoi originari abitanti. Con la ninfa Camese avrebbe generato inoltre numerosi figli, tra i quali il dio Tiberino, signore del Tevere.
È lui ad accogliere il dio dell'agricoltura Saturno, spodestato dal figlio Giove, condividendo con lui la regalità e consentendogli di portare l'età dell'oro. Per l'ospitalità ricevuta, Giano ricevette dal dio Saturno il dono di vedere sia il passato sia il futuro, all'origine della sua rappresentazione bifronte.
Numerose sono le ninfe indicate come mogli o compagne di Giano:
- Camese, dalla quale il dio ebbe tre figli:
  - Tiberino, il dio del Tevere;
  - Camasena;
  - Clistene;
- Venilia, citata da Ovidio, dalla quale avrebbe generato:
  - Canente;
- Carna, dalla quale avrebbe ricevuto il potere sulle porte;
- Giuturna, dalla quale sarebbe nato:
  - Fons, dio delle sorgenti, venerato ai piedi del Gianicolo.

### Culto
Al culto di Giano, a differenza delle altre divinità maggiori, non era preposto uno specifico flamen. Le cerimonie a lui dedicate venivano invece amministrate dallo stesso Rex e, in età repubblicana dal particolare sacerdote che suppliva alle antiche prerogative regie, il Rex Sacrorum. Egli apriva dunque per primo le processioni e le cerimonie religiose, antecedendo anche lo stesso flamen Dialis, sacerdote di Giove.
Nel suo tempio si sacrificava spesso per avere vaticini sulla riuscita delle imprese militari.

#### Santuari

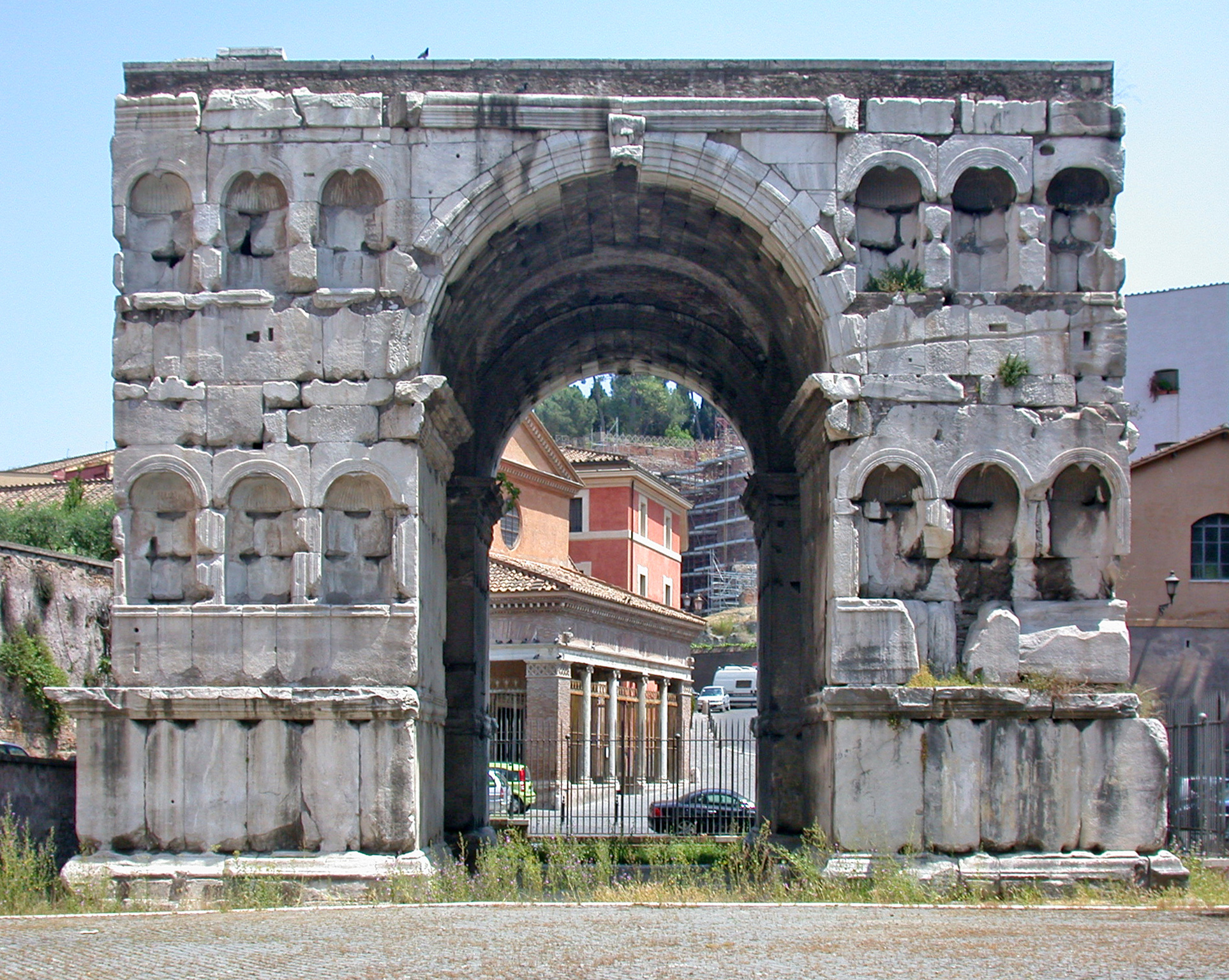
Arco di Giano o Ianus Quadrifrons

A Roma i principali luoghi consacrati a Giano erano:
- il Tempio di Giano al Foro romano, fin dai tempi del secondo re di Roma, Numa Pompilio;[15] era composto essenzialmente da un arco a due ingressi, che veniva aperto in occasione di guerre e chiuso in tempo di pace;[16]
- il Tempio di Giano situato nel Foro Olitorio e consacrato da Gaio Duilio nel 260 a.C. dopo la vittoria di Milazzo;
- il cd. Ianus quadrifrons, un arco a quattro aperture situato nel Foro Boario venne ritenuto nel Rinascimento come opera eretta in onore di Giano, ma in realtà è un arco trionfale di epoca costantiniana.

## Giano come simbolo di città

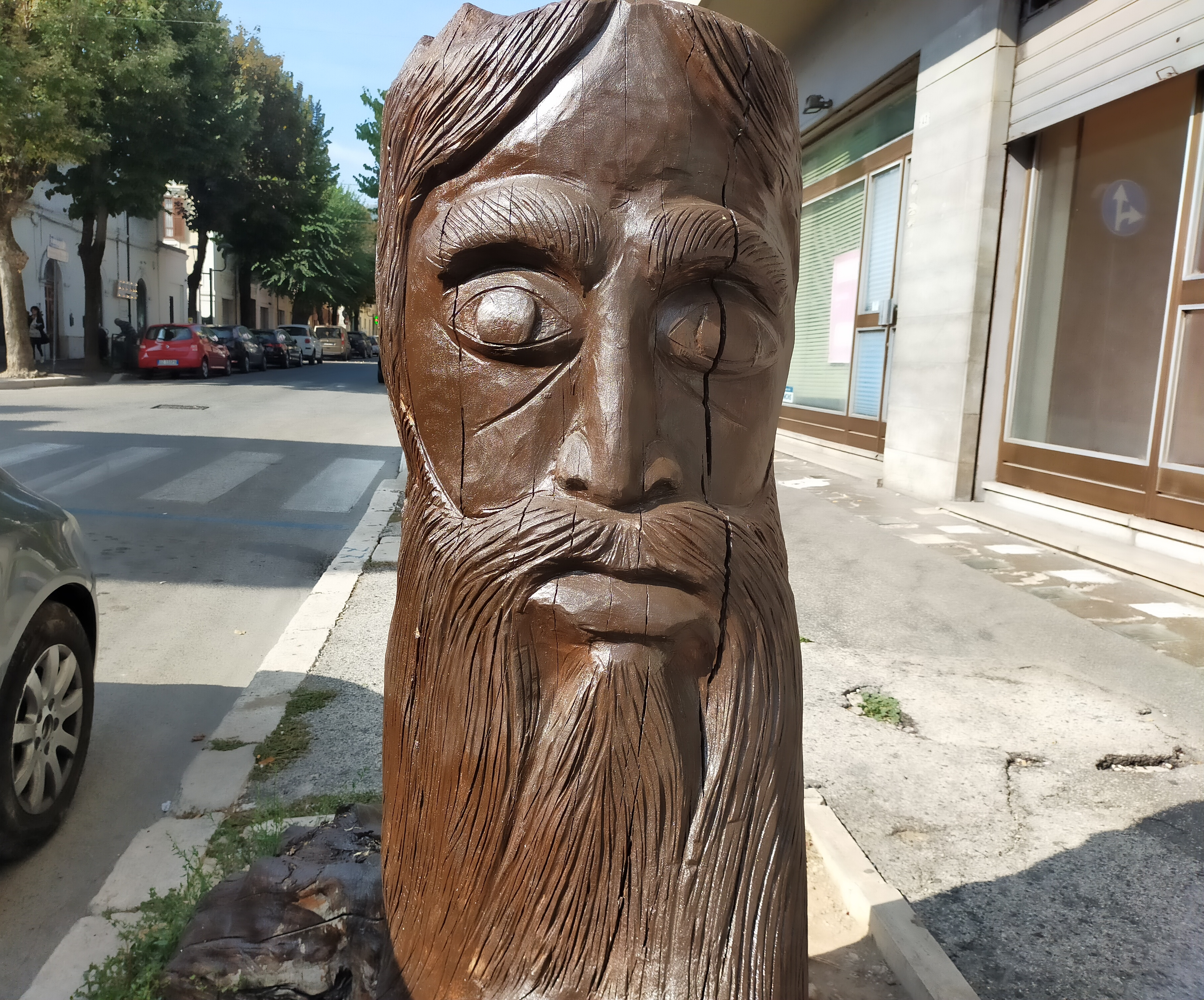
Scultura lignea di Giano ad Avezzano

Secondo la leggenda, Giano fondò la città di Gianicola, e fu proprio lui ad accogliere Saturno nel Lazio. Esisteva una frazione della città di Roma denominata Gianicolo e secondo alcuni mitologi Giano sarebbe il fondatore di uno dei villaggi di Roma. Da notare che il Gianicolo affaccia su un lato del Tevere ove è presente un guado naturale, quindi un passaggio.
Giano viene assunto dal Medioevo a simbolo di Genova, in relazione al suo nome nella forma medievale Ianua, col significato appunto di 'porta', rispetto al nome antico Genua. Come tale viene spesso accostato al Grifone, altro simbolo di questa città. Troviamo effigi di Giano bifronte nel pozzo sacro di piazza Sarzano (l'erma bifronte sulla cupoletta, proveniente da una fontana cinquecentesca opera della bottega in Genova di Giacomo e Guglielmo della Porta); rappresentazioni dei grifoni come ornamento dei pinnacoli delle volte vetrate di Galleria Mazzini e nei lampadari ottocenteschi della stessa. Una rappresentazione indubbiamente più moderna ed essenziale la troviamo nel palazzo azzurro sito in Fiumara. Bisogna considerare Giano come dio adatto a sostituire i riti celtici dediti alla venerazione del torrente, considerato come luogo ove convergono le acque da affluenti che stanno a destra e a sinistra dello stesso corso d'acqua, in quanto Giano aveva due facce ed era il dio dei passaggi, oltre ad avere rapporti con le divinità delle acque.
Oltre a Genova, Giano è il simbolo di Tiggiano (provincia di Lecce), Subbiano (provincia di Arezzo), Selvazzano Dentro (provincia di Padova) e Centro Giano (Roma), San Giovanni Rotondo (provincia di Foggia).
L'immagine di Giano è presente nel gonfalone di Tiggiano (provincia di Lecce) perché secondo un'etimologia popolare il nome del paese potrebbe derivare dal nome del dio Giano (in realtà il toponimo è un prediale costruito sul gentilizio romano Tidius).
Fin dal tardo Settecento nello stemma municipale della città di Ariano, sorta in altura presso un valico dell'Appennino campano, è presente la sigla AI (Ara Iani, ossia "altare di Giano"), ma con ogni probabilità il toponimo ha origine personale o prediale.
In Basilicata, presso Muro Lucano (PZ) sono presenti i toponimi Capo di Giano e Baragiano. A Pescopagano, in una nicchia sotto l'arco di Porta Sibilla vi è una statuetta raffigurante Giano bifronte.
L'immagine di Giano è presente nel gonfalone di Subbiano (provincia di Arezzo) perché secondo un'etimologia popolare il nome del paese deriverebbe dal latino Sub Janum condita ("fondata sotto [il segno di] Giano"), ma in realtà il toponimo è un prediale costruito sul gentilizio romano Sevius.
Il nome della città di Avezzano, in Abruzzo, stando a un'ipotesi giudicata inverosimile da storici e archeologi deriverebbe da "Ave Jane", un'invocazione posta sul portale di un tempio consacrato al dio Giano. Secondo la leggenda attorno al tempio ebbe origine la borgata formata dai primi agricoltori stanziati nell'area che originariamente circondava il lago del Fucino, mentre lo storico Muzio Febonio in Historiae Marsorum riporta che il saluto degli abitanti della zona era rivolto a un condottiero di nome Noemo che fu però assimilato a Giano.
Il monte Giano nell'Appennino centrale è situato nel comune di Antrodoco, in provincia di Rieti.
Il toponimo di Selvazzano Dentro di origine romana parrebbe riportare alla presenza di un boschetto sacro al dio Giano (selva di Giano), l'attuale stemma comunale riporta infatti un altare dedicato al dio.
Secondo delle supposizioni i toponimi di Vezzano, come Vezzano Ligure in provincia della Spezia, deriverebbero dalla divinità romana.
Il nome del dio è invece all'origine dei due toponimi Giano dell'Umbria e Giano Vetusto, non direttamente ma attraverso un nome di persona latino Ianus (al quale sarà originariamente appartenuto il fondo sul quale è sorto il centro abitato).
A Reggio Emilia c'è un Giano su uno spigolo di Palazzo Magnani in corso Garibaldi.  Nel comune di Maddaloni, in provincia di Caserta, esattamente dinanzi l'ospedale cittadino, sono ancora visibili i resti di un tempio con l'iscrizione "Iano Pacifero".
A Trieste vi è una fontana con il volto bifronte del dio, posta all'inizio del viale XX Settembre. In quanto alla scelta del sito, va notato che nei primi anni dell'Ottocento in quel punto si trovava un recinto con cancello, che segnava l'uscita dalla città..
Il toponimo di Camposano, in provincia di Napoli, tra le tante interpretazioni, parrebbe derivare da un tempio dedicato al dio Giano denominato Campus Iani.
Nel pesarese, a pochi chilometri dalla città di Fano, vi è la frazione di Monte Giano.
Nei pressi del comune di Montieri, tra Siena e Volterra, Alta Maremma, si trova una località chiamata Prategiano, tradizionalmente legata alla divinità. Qui oggi si trova un prato collinare, circondato da boschi. Vi ha sede un centro ippico di rilievo, dal quale partono escursioni per numerose località naturali e storiche. La zona è ricca di vestigia, tra le quali la Rotonda di Montesiepi, con la Spada nella Roccia, ivi conficcata dal misterioso San Galgano nel XII secolo, oggi ancora visibile sotto la cupola della rotonda.